# Siphonatrophia cupressi
Siphonatrophia cupressi är en insektsart som först beskrevs av Joseph Swain 1918.  Siphonatrophia cupressi ingår i släktet Siphonatrophia och familjen långrörsbladlöss. Inga underarter finns listade i Catalogue of Life.